# Giulia Morlet
Giulia Morlet (14 januari 2002) is een tennisspeelster uit Frankrijk. 
Ze begon op vijfjarige leeftijd met het spelen van tennis. 
In 2017 kreeg ze samen met Diane Parry een wildcard voor het damesdubbelspeltoernooi van Roland Garros en speelde ze haar eerste grandslamtoernooi. 